# Майкъл Джаксън (писател)
Майкъл Джаксън на английски: Michael Jackson е британски писател и журналист, автор на няколко известни книги за бира и уиски.

## Биография
Роден е в Уедърби, Западен Йоркшър. Завършва гимназия в Олмъндбъри и започва работа като журналист в Единбург.
Става известен през 1977 г., когато публикува книгата „The World Guide to Beer“, преведена впоследствие на повече от 10 езика.
Съвременната теория на бирените стилове до голяма степен се основава на книгата на Майкъл Джаксън от 1977 г. Тя оказва голяма влияние върху популяризирането на пивоварната култура в Северна Америка.
Става водещ на популярното предаване Beer Hunter, излъчвано по Channel 4 и Discovery Channel. В продължение на 30-годишната си кариера като журналист пише множество материали за голям брой вестници и списания.
Майкъл Джаксън разглежда бирата като компонент на световната култура и описва и популяризира различни редки и местни бири в техния културен контекст. Той е и утвърден рецензент на уиски. В тази област най-значима е книгата му „Malt Whisky Companion“, издадена през 2004 г.
Умира от сърдечен удар в дома си на 30 август 2007 г. на 65-годишна възраст.

## Мултимедия
- The Beer Hunter (1995),
- World Beer Hunter (1996).